# Powstania śląskie

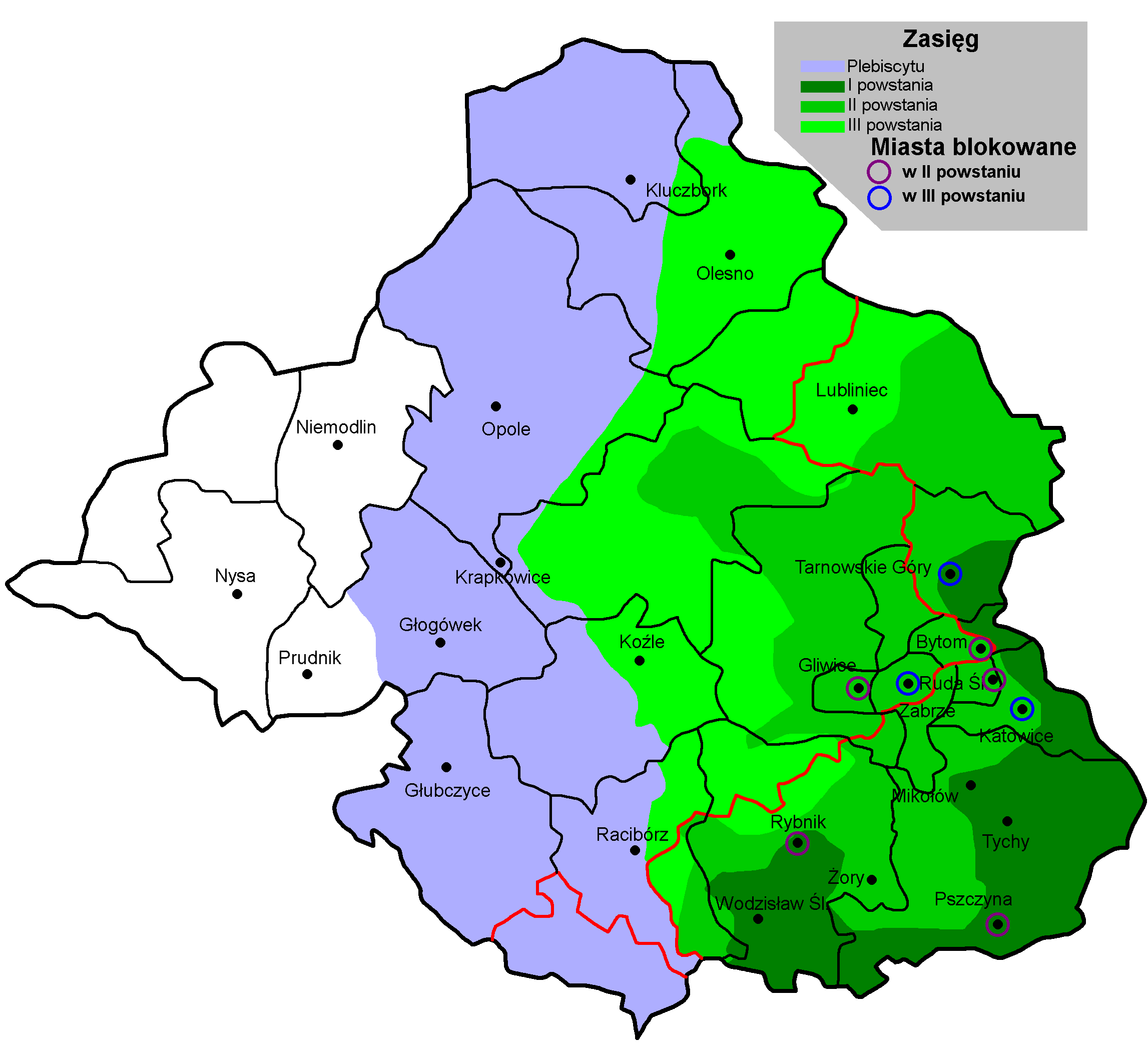
Zasięg powstań śląskich

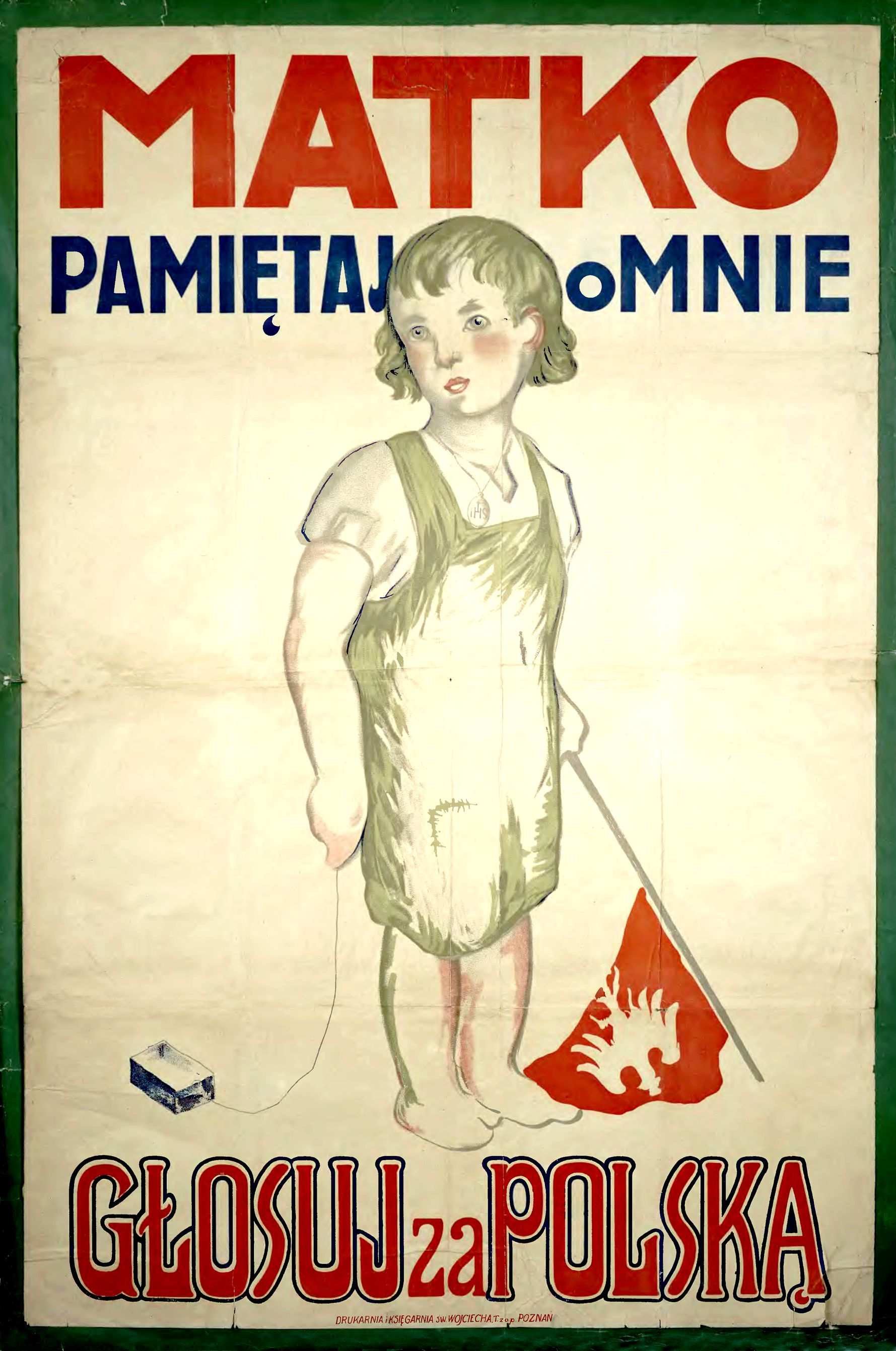
Polski plakat propagandowy

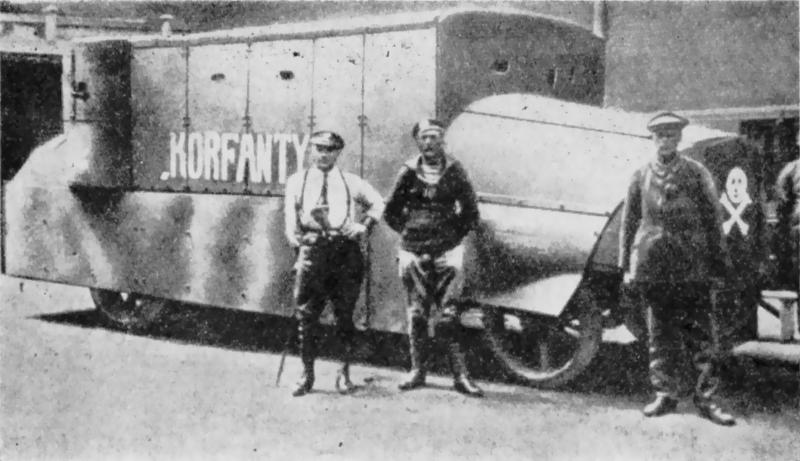
Powstańczy samochód pancerny „Korfanty”

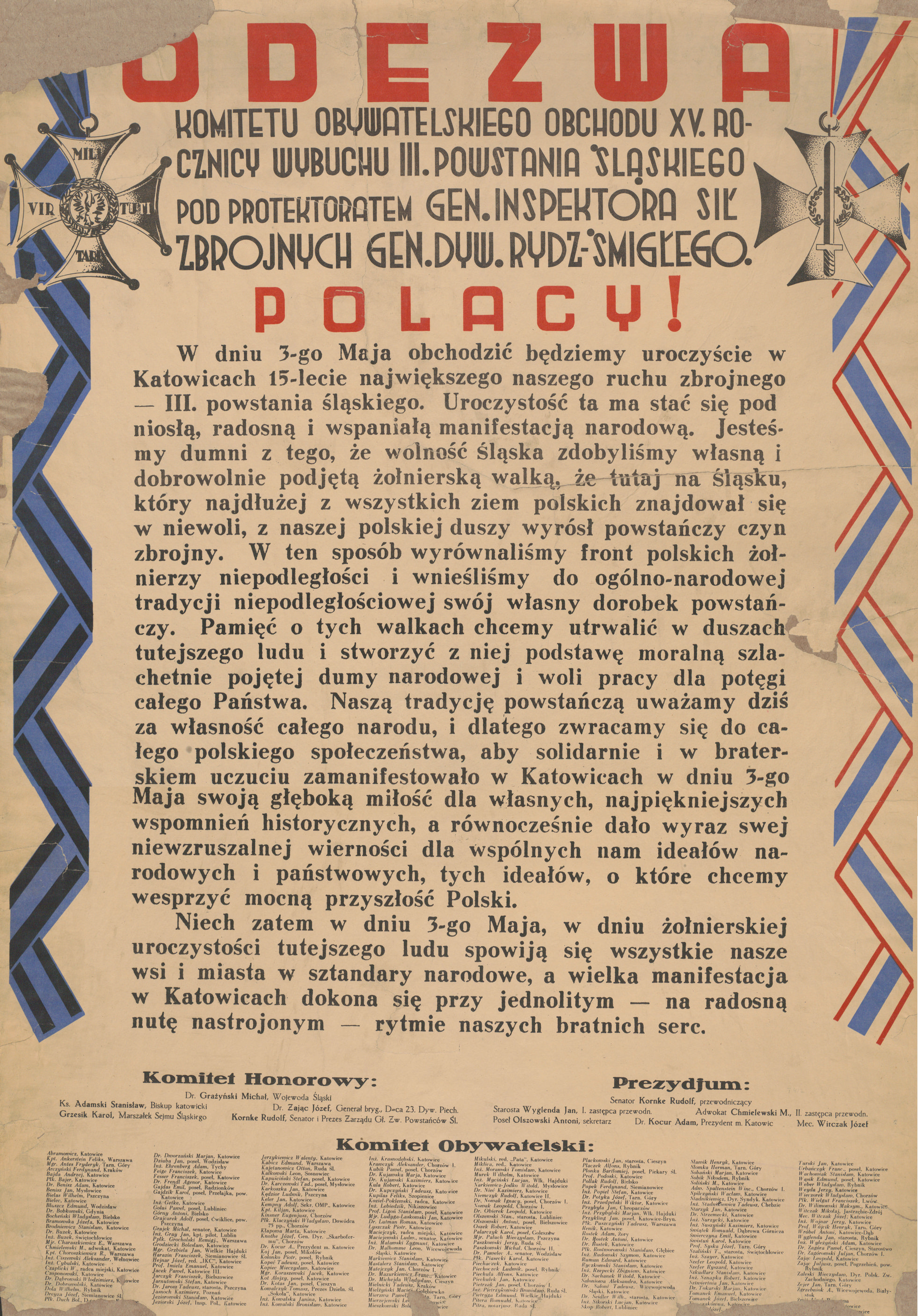
Odezwa w 15. rocznicę wybuchu 3. powstania śląskiego 1936 r. (miejsce przechowywania: Archiwum Państwowe w Poznaniu).

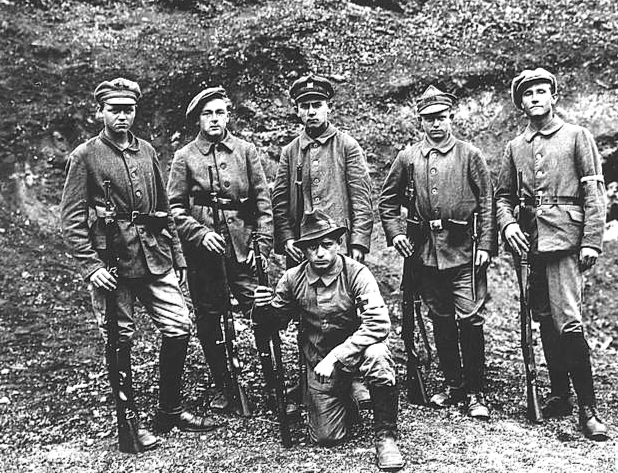
Powstańcy śląscy

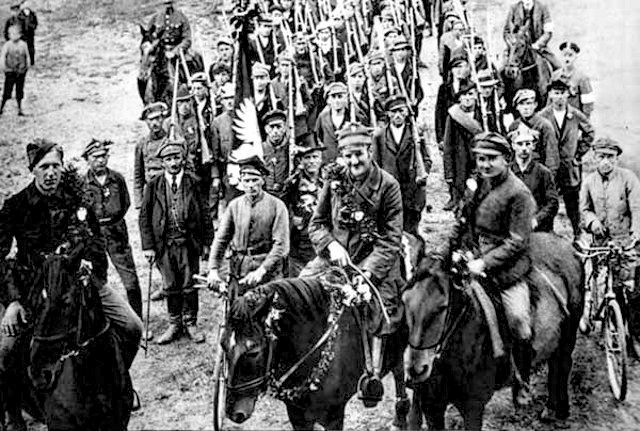
Oddział powstańczy

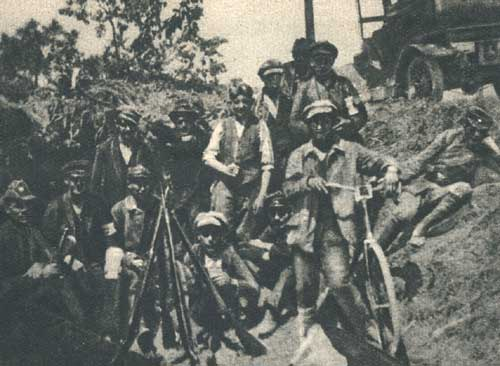
Powstańcy śląscy w okopach

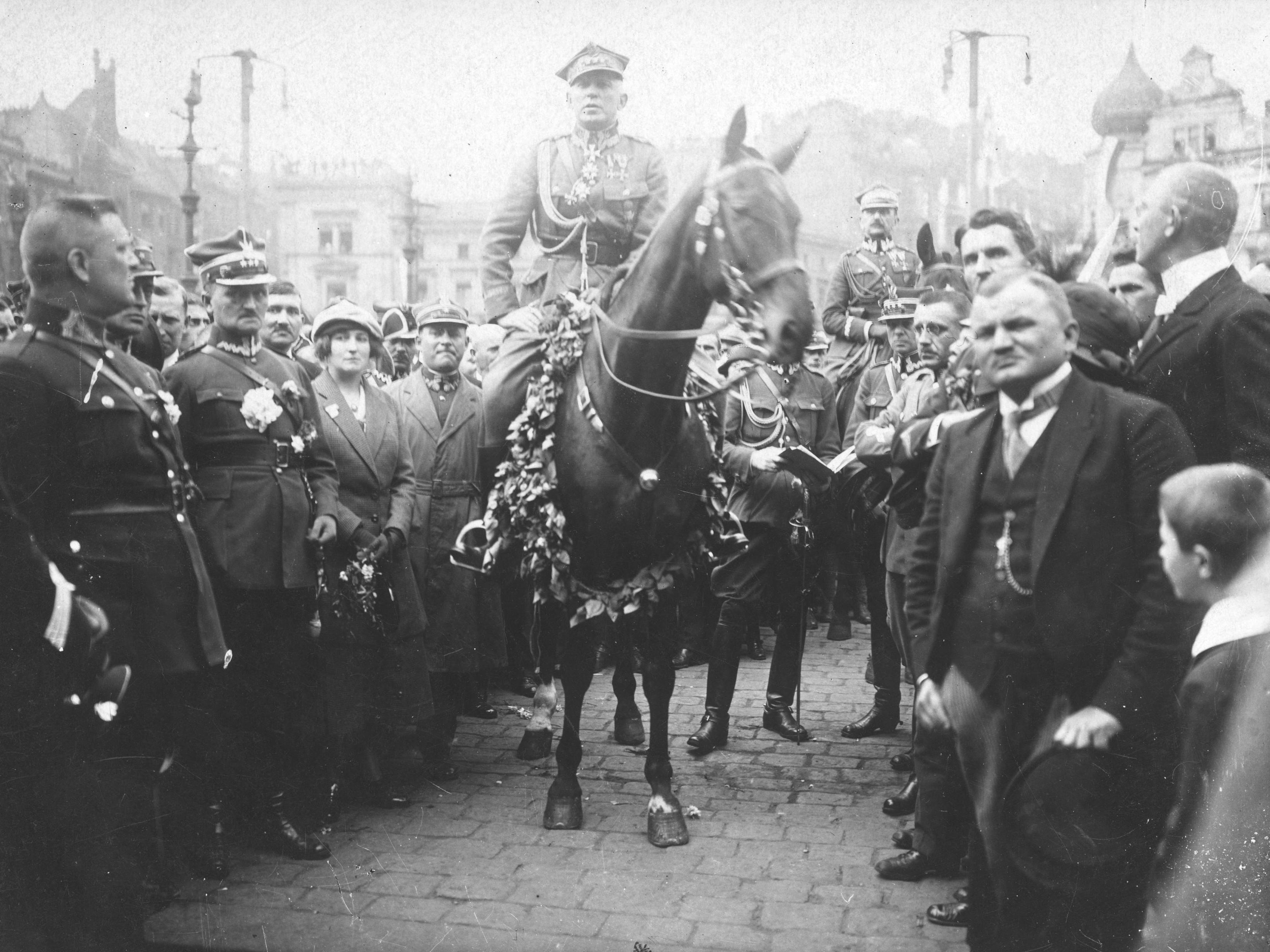
Wojsko polskie na czele z gen. Szeptyckim wkracza do Katowic – 22 czerwca 1922

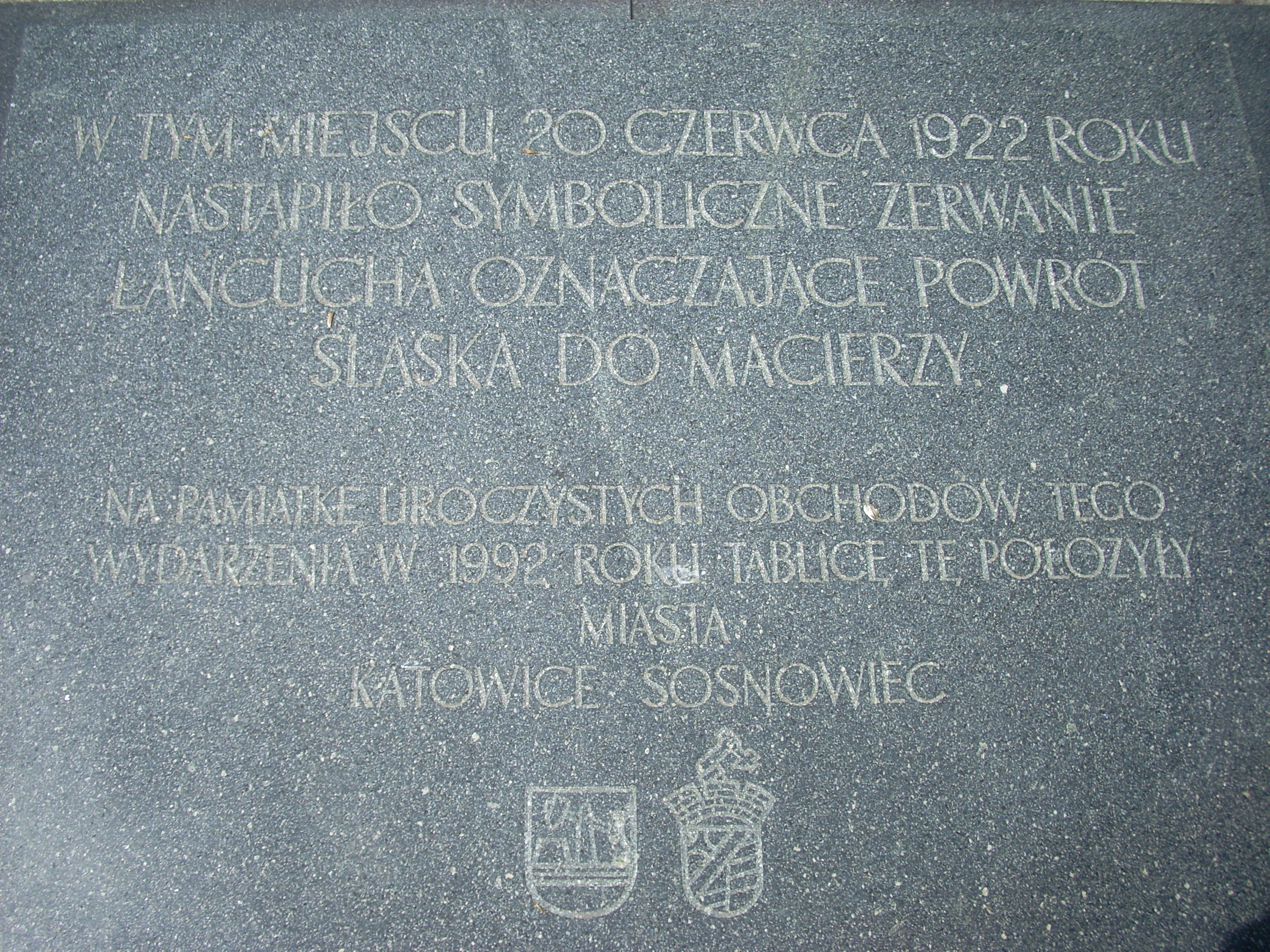
Tablica upamiętniająca przyłączenie Śląska do Polski

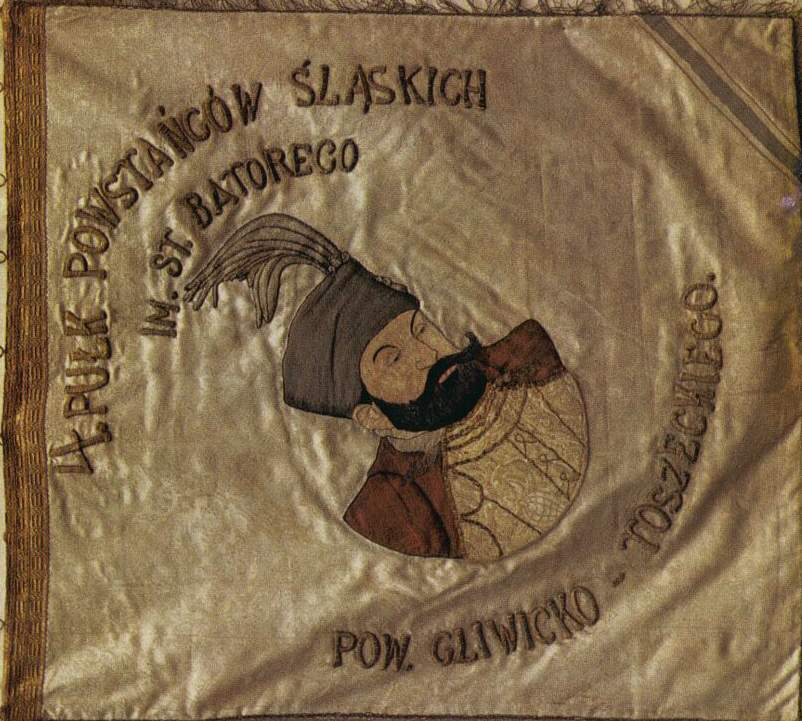
Sztandar 4 Pułku Powstańców Śląskich

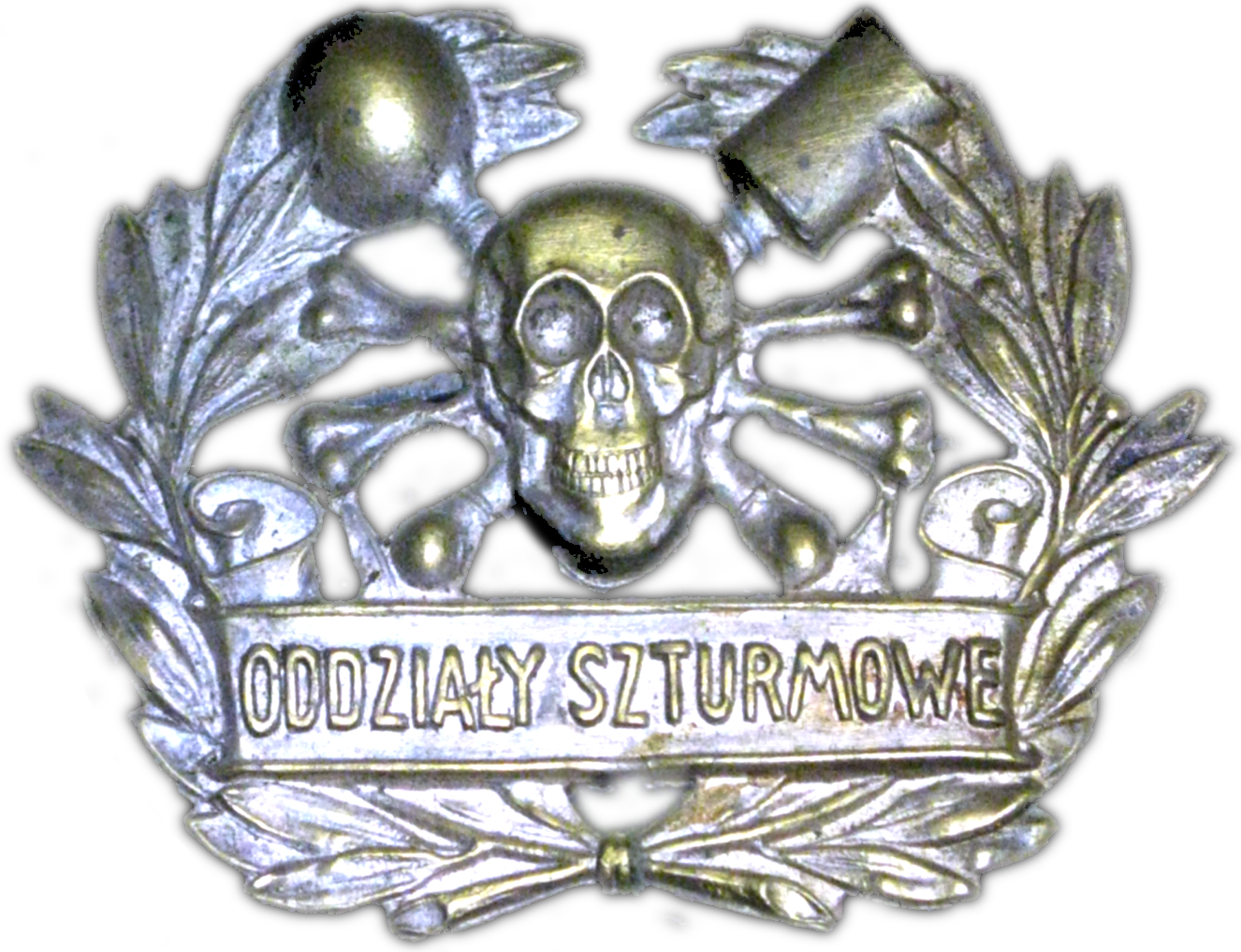
Odznaka na czapkę Oddziałów Szturmowych w powstaniach śląskich

Powstania śląskie – trzy konflikty zbrojne na Górnym Śląsku, które miały miejsce w latach 1919–1921 między ludnością polską i niemiecką. Odbyły się one w okresie formowania się Państwa Polskiego po zakończeniu I wojny światowej.
- I powstanie śląskie – od 16 sierpnia do 24 sierpnia 1919 r.
- II powstanie śląskie – od 19/20 sierpnia do 25 sierpnia 1920 r.
- III powstanie śląskie – od 2/3 maja (już po plebiscycie) do 5 lipca 1921 r.

## I powstanie śląskie
I powstanie pod wodzą Alfonsa Zgrzebnioka wybuchło samorzutnie 16 sierpnia 1919 r. w związku z aresztowaniem śląskich przywódców Polskiej Organizacji Wojskowej i niezadowoleniem ludności polskiej z terroru i represji niemieckich, których przejawem była m.in. masakra w Mysłowicach. Powstanie objęło głównie powiaty pszczyński i rybnicki oraz część okręgu przemysłowego. Powstanie stłumione zostało przez Niemców do 24 sierpnia 1919 r. Rząd Polski, który był zaangażowany militarnie w wojnę polsko-bolszewicką, nie mógł wesprzeć powstania. Jedynym celem, jaki osiągnięto, było zmuszenie władz niemieckich do ogłoszenia amnestii, zaś na obszarze plebiscytowym wciąż panowały siejące terror bojówki.

## II powstanie śląskie
II powstanie pod wodzą Alfonsa Zgrzebnioka wymierzone było w niemiecką dominację we władzach administracyjnych prowincji. Celem było również zapewnienie bezpieczeństwa ludności polskojęzycznej. Wybuchło po licznych aktach terroru ze strony niemieckiej. Powstanie objęło swym zasięgiem cały obszar okręgu przemysłowego oraz część powiatu rybnickiego.
Komisja Międzysojusznicza zażądała wstrzymania walk, lecz Zgrzebniokowi udało się uzyskać dostęp Polaków do tymczasowej administracji, likwidację znienawidzonej przez Polaków niemieckiej policji Sipo oraz udział w nowych organach bezpieczeństwa. W ten sposób cele powstania zostały osiągnięte, zaś Polacy uzyskali znacznie lepsze warunki do kampanii przed plebiscytem.

## III powstanie śląskie
III powstanie, pod wodzą Wojciecha Korfantego, miało na celu poprawę niekorzystnego dla Polaków wyniku plebiscytu na Górnym Śląsku. Na mocy postanowień traktatu wersalskiego decyzję, do którego państwa należeć będzie Górny Śląsk, oddano w ręce ludności mającej się wypowiedzieć w 1921 r. W plebiscycie większość ludności (59,6%) opowiedziała się za Niemcami. Na życzenie Polski dopuszczono do głosowania Górnoślązaków mieszkających poza granicami Śląska, ponieważ liczono na głosy Górnoślązaków z Belgii, Zagłębia Ruhry i Zagłębia Dąbrowskiego. W konsekwencji głosy tych ludzi zaważyły na wygraniu plebiscytu przez Niemcy.
III powstanie śląskie wybuchło w nocy z 2 na 3 maja 1921 r. i było największym zrywem powstańczym Ślązaków w XX w. W czasie III powstania doszło do dwóch dużych bitew powstańców z Niemcami w rejonie Góry Świętej Anny i pod Olzą. Były to najkrwawsze starcia w czasie powstań śląskich.
5 lipca 1921 zawarto rozejm. Międzysojusznicza Komisja Rządząca i Plebiscytowa na Górnym Śląsku 12 października 1921 podjęła uchwałę o korzystniejszym dla Polski podziale (do ok. ⅓) spornego obszaru, co Rada Ambasadorów zatwierdziła 20 października 1921. Polsce przypadło 50% hutnictwa i 76% kopalń węgla.
W 1922 r. podpisana została polsko-niemiecka Konwencja genewska o Górnym Śląsku.

## Włączenie części Górnego Śląska do Polski
Po wydaniu decyzji dotyczącej podziału Górnego Śląska polskie stronnictwa polityczne i organizacje zawodowe utworzyły Naczelną Radę Ludową z Józefem Rymerem na czele. Na czele analogicznego organu niemieckiego – Wydziału Niemieckiego – stanął Hans Lukaschek. Rozpoczęła się ewakuacja wojsk Komisji Międzysojuszniczej, podczas której bojówki niemieckie rozpoczęły gwałtowną akcję terrorystyczną, w wyniku której zginął m.in. oficer francuski. 20 czerwca wojska polskie przekroczyły granicę koło Szopienic i wkroczyły na Śląsk. Władze polskie objęły powiat katowicki. Pierwszym wojewodą śląskim został Józef Rymer. 16 lipca 1922 r. podpisano w Katowicach dokument upamiętniający przejęcie części Śląska przez Rzeczpospolitą Polską.
W tym czasie na terenach przyznanych Niemcom rozpoczął się odwet na tych Ślązakach, którzy w okresie plebiscytowym działali na rzecz Polski. Zabraniano rozmawiać po polsku w lokalach publicznych, znieważając tych, którzy zakazu tego nie przestrzegali. Bojkotowano działaczy polskich, wprowadzano ograniczenia w działalności polskich organizacji.

## Upamiętnienie
Uchwałą Sejmu RP VIII kadencji z 20 lipca 2018 rok 2019 został ustanowiony Rokiem Powstań Śląskich. Uchwałą z 2 grudnia 2020 Senat RP X kadencji zdecydował o ustanowieniu roku 2021 Rokiem Powstań Śląskich.
W 2022 roku dzień 20 czerwca ustanowiono świętem państwowym - Narodowym Dniem Powstań Śląskich.

### Filmy
- Nie damy ziemi, skąd nasz ród, film niemy z 1920 roku. Nie zachował się do dziś.
- Przyłączenie Śląska do Polski, fragm. tzw. taśm Skarbka-Malczewskiego. Najstarsza ocalała polska kronika filmowa dotycząca Górnego Śląska; uroczystości z czerwca 1922 r., m.in. podpisanie uroczystego aktu złączenia Górnego Śląska z Polską.
- Powstańczy apel, w reż. Janusza Kidawy z 1961 r., film dokumentalny ku czci powstańców śląskich.
- Rodzina Milcarków, w reż. Józefa Wyszomirskiego z 1962 r., fabuła osnuta na tle III powstania śląskiego.
- Pięciu, w reż. Pawła Komorowskiego z 1964 r., porusza m.in. wątek powstań śląskich.
- Wzgórze Marsa albo powrót powstańca śląskiego z 1968 r., etiuda fabularna w reż. Antoniego Halora.
- Sól ziemi czarnej, w reż. Kazimierza Kutza z 1970 r., film fabularny, którego akcja rozgrywa się w czasie II powstania śląskiego.
- Karlik Loska i inni, w reż. Janusza Kidawy z 1971 r., film dokumentalny poświęcony powstańcom śląskim.
- O polskość śląskiej ziemi, w reż. Zbigniewa Bochenka z 1978 r., dokument o historii Śląska.
- Człowiek z laską, czyli portret człowieka praktycznego, w reż. Antoniego Halora z 1978 r., biograficzny film dokumentalny o Jerzym Ziętku, uczestniku powstań śląskich.
- Słoneczko jasne zza czarnych gór, w reż. Antoniego Halora z 1979 r., film dokumentalny o spotkaniu na Górze św. Anny uczestników trzech powstań śląskich.
- Gdy nad Anną gorzało niebo, w reż. Włodzimierza Dobrzyńskiego z 1980 r., film telewizyjny o III powstaniu śląskim.
- Blisko, coraz bliżej w reż. Zbigniewa Chmielewskiego z 1983 r., serial telewizyjny, w odc. 7–10 pojawiają się wątki powstańcze.
- Kto czuł się Polakiem, w reż. Bożeny Garus z 1984 r., dokumentalny portret starego Ślązaka, uczestnika powstań śląskich.
- Magnat, w reż. Filipa Bajona z 1986 r., w filmie pojawiają się nawiązania powstańcze.
- Batalia o Śląsk, w reż. Leszka Myczki i Marcina Pawełczaka, fabularyzowany dokument z 2009 r. (film udostępniony przez twórców na stronie internetowej TVP).
- W pogardzie i chwale. Wojciech Korfanty, w reż. Aleksandry Fudala i Macieja Muzyczuka z 2009 r., biograficzny film dokumentalny o Wojciechu Korfantym (film udostępniony przez twórców na stronie internetowej TVP).
- Mysłowice 1919, w reż. Marka Blauta i Wojciecha Kubowicza, film dokumentalny poświęcony przyczynom i przebiegowi I powstania śląskiego w Mysłowicach, wyprodukowany w 2009 r. Film udostępniony przez twórców również na stronie internetowej Mysłowic.
- Serial dokumentalny pt. Tajemnice Śląska, w reż. Pawła Poloka, odc. 22 z podtytułem: Powstańców nie wiążą wersalskie traktaty, prawdopodobnie z 2010 r. Film dostępny na stronie internetowej.

### Utwory muzyczne
- Czerwone słoneczko zespołu 2 plus 1
- Puść mnie matko do powstania w wykonaniu Dżemu, autorstwa Tadeusza Kijonki
- Opowiedzcie wiatry zespołu Dżem
- Śląski Rycerz zespołu Horytnica
- Powstaniec zespołu Oberschlesien

### Pomniki
Walki w Powstaniach Śląskich zostały upamiętnione:
- Grób Nieznanego Żołnierza w Warszawie – napis na jednej z tablic po 1990: „POWSTANIE GÓRNOŚLĄSKIE”,
- Pomnik Czynu Powstańczego na Górze Świętej Anny
- Pomnik Powstańców Śląskich w Katowicach,
- Pomnik Powstańców Śląskich w Wodzisławiu Śląskim,
- Pomnik Powstańca Śląskiego w Szopienicach,
- Pomnik Powstańców Śląskich w Kostuchnie,
- Pomnik Powstańców Śląskich w Nikiszowcu,
- Pomnik Powstańców Śląskich w Raciborzu,
- Pomnik Powstańców Śląskich w Lipinach,
- Pomnik Weteranów Powstań Śląskich w Lędzinach.
- Park Leśny im. Powstańców Śląskich w Radlinie
- Pomnik Powstańca Śląskiego w Zdzieszowicach
- Pomnik Powstańców Śląskich i pomordowanych przez niemieckiego okupanta - Tychy, dzielnica Urbanowice.
- Pomnik Bojownikom o Wolność Śląska w Głogówku

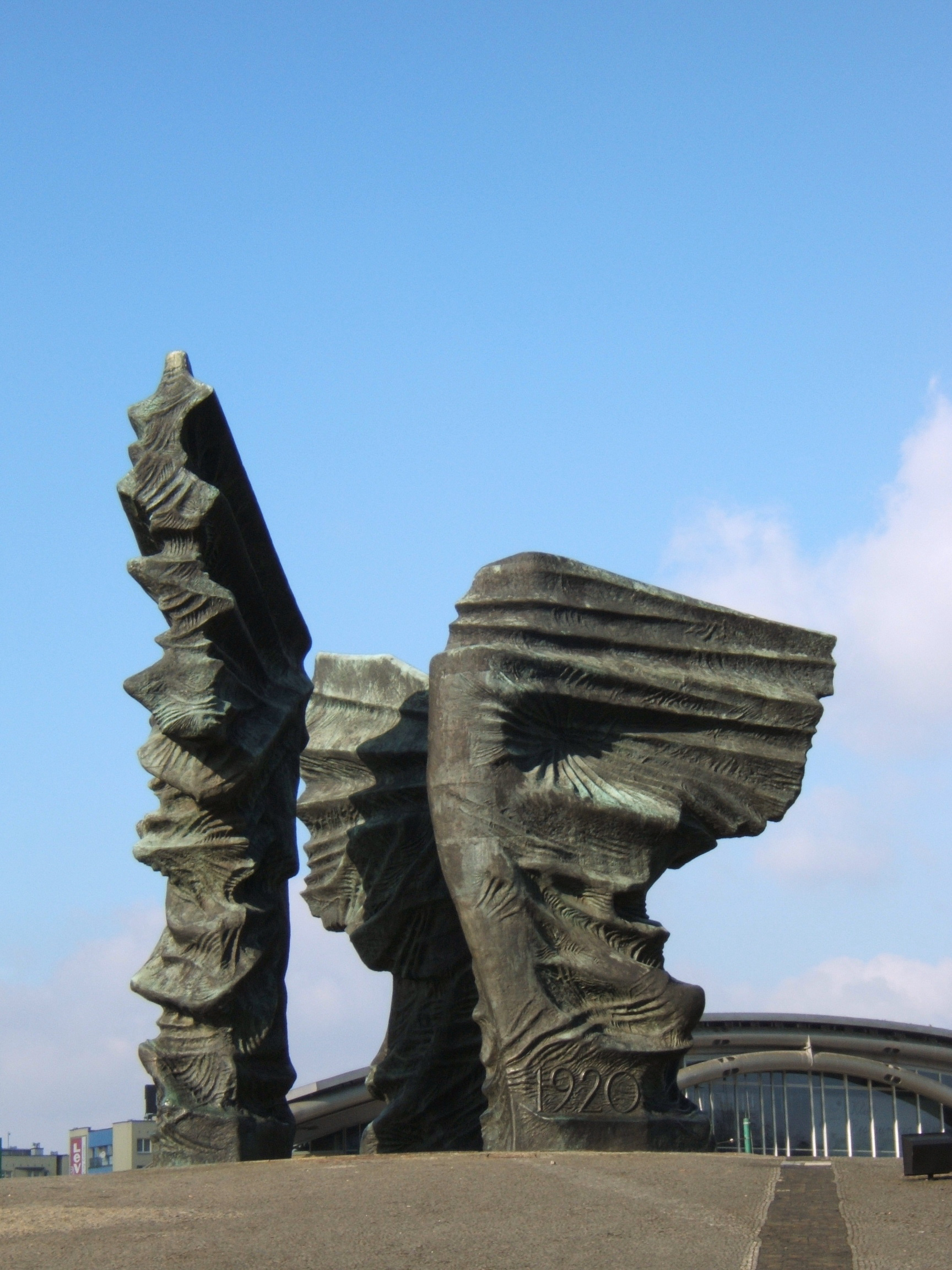
Pomnik Powstańców Śląskich w Katowicach
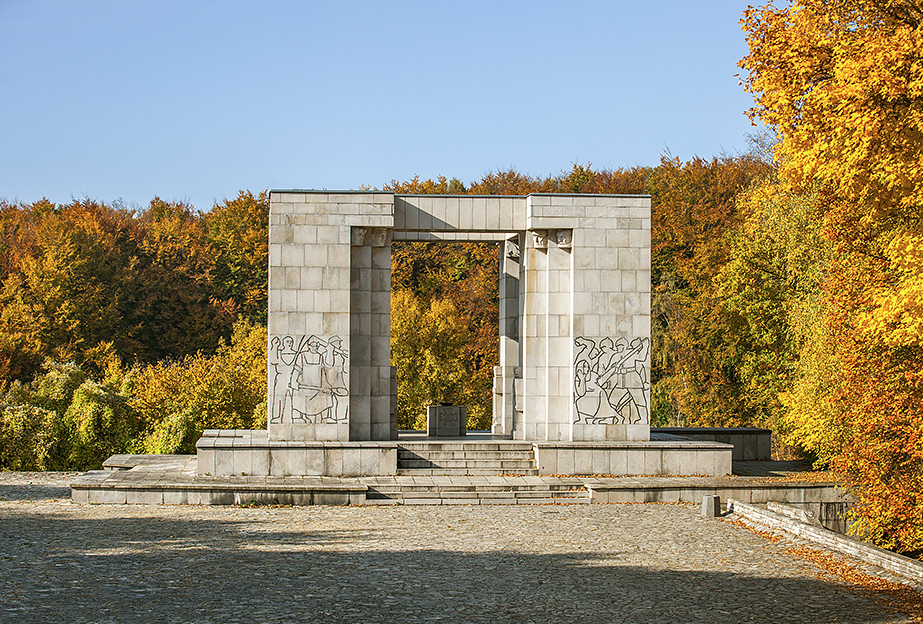
Pomnik i amfiteatr na Górze Świętej Anny
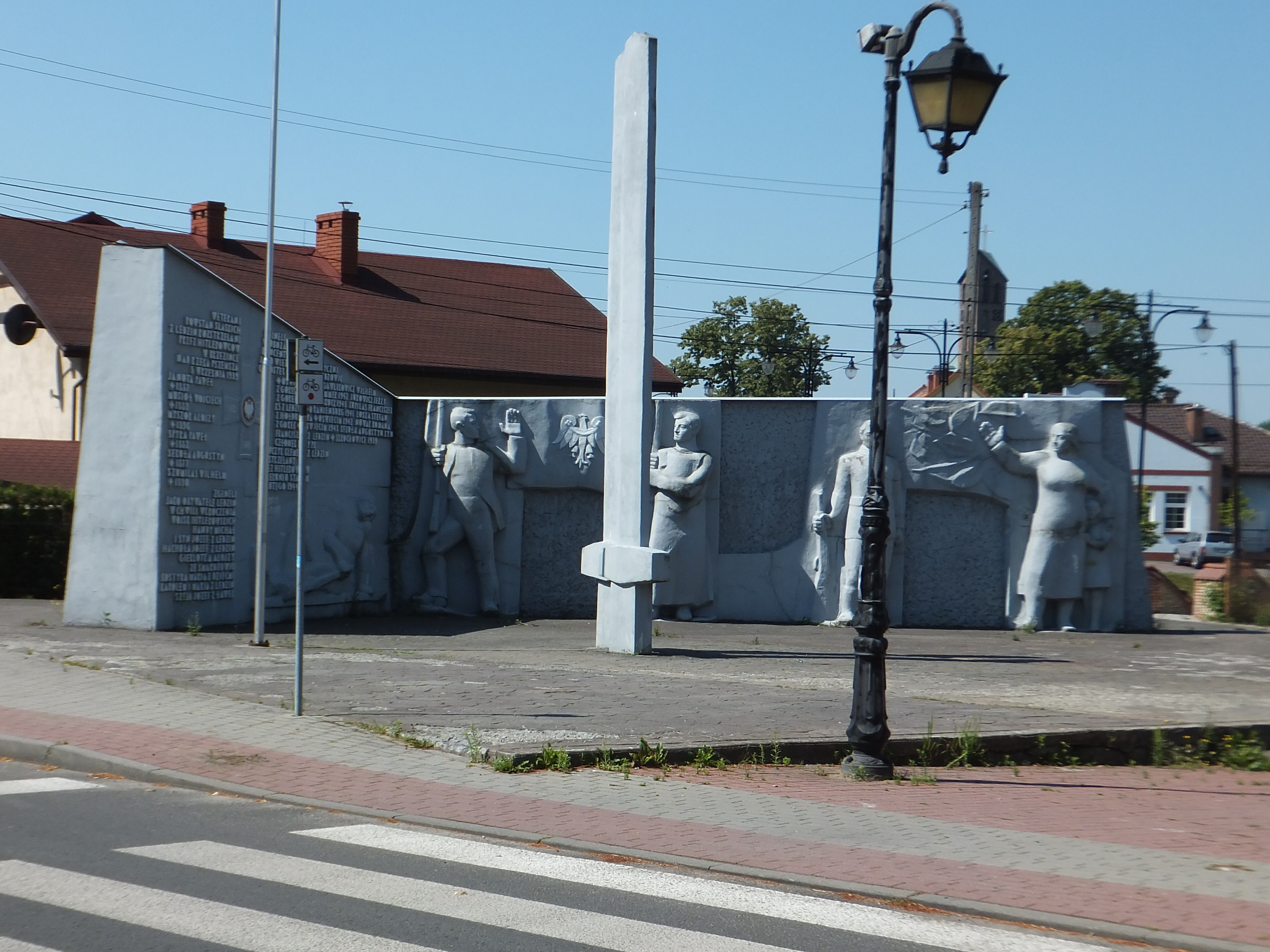
Pomnik Weteranów Powstań Śląskich w Lędzinach
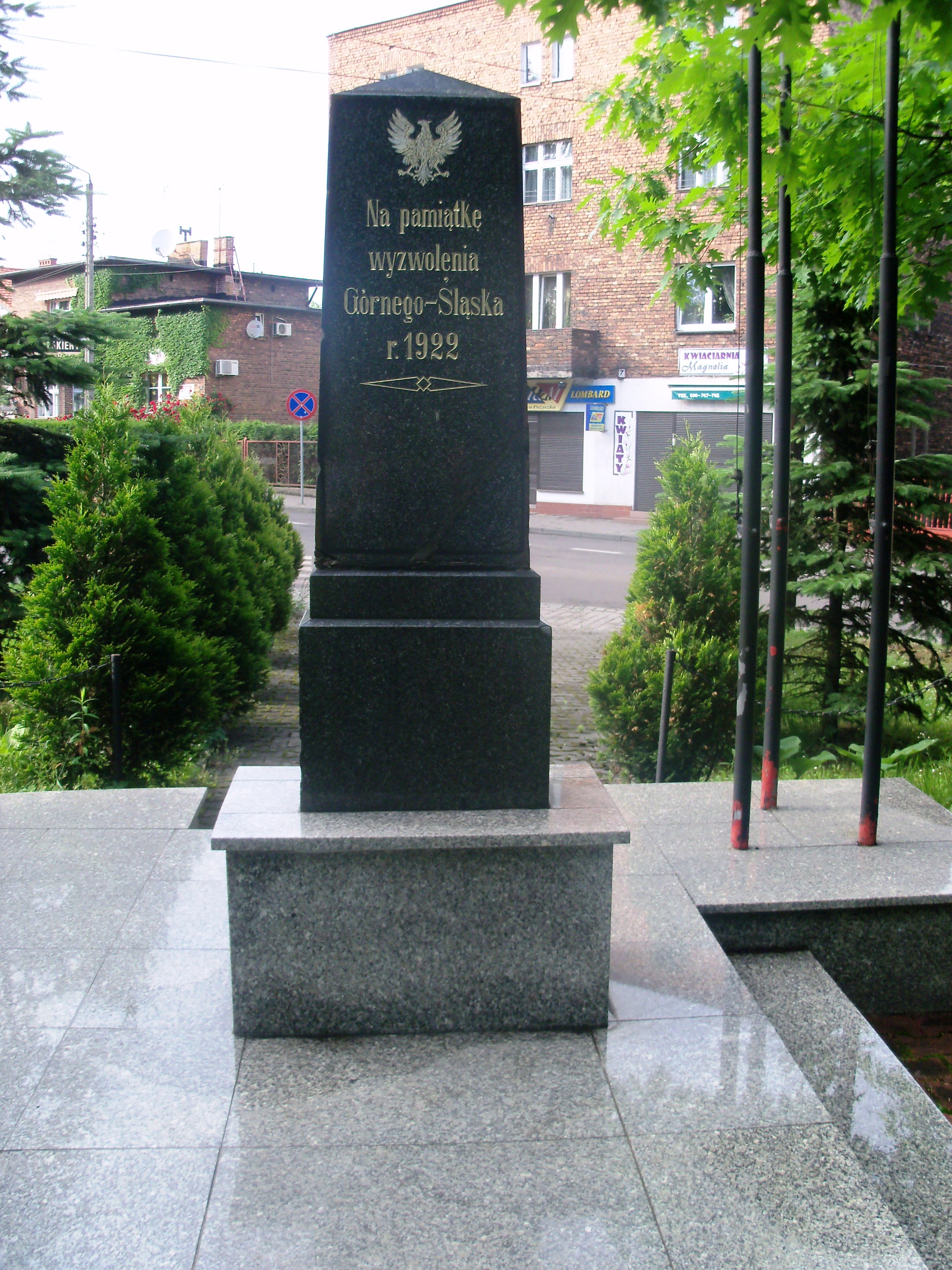
Pomnik Powstańców Śląskich w Nikiszowcu
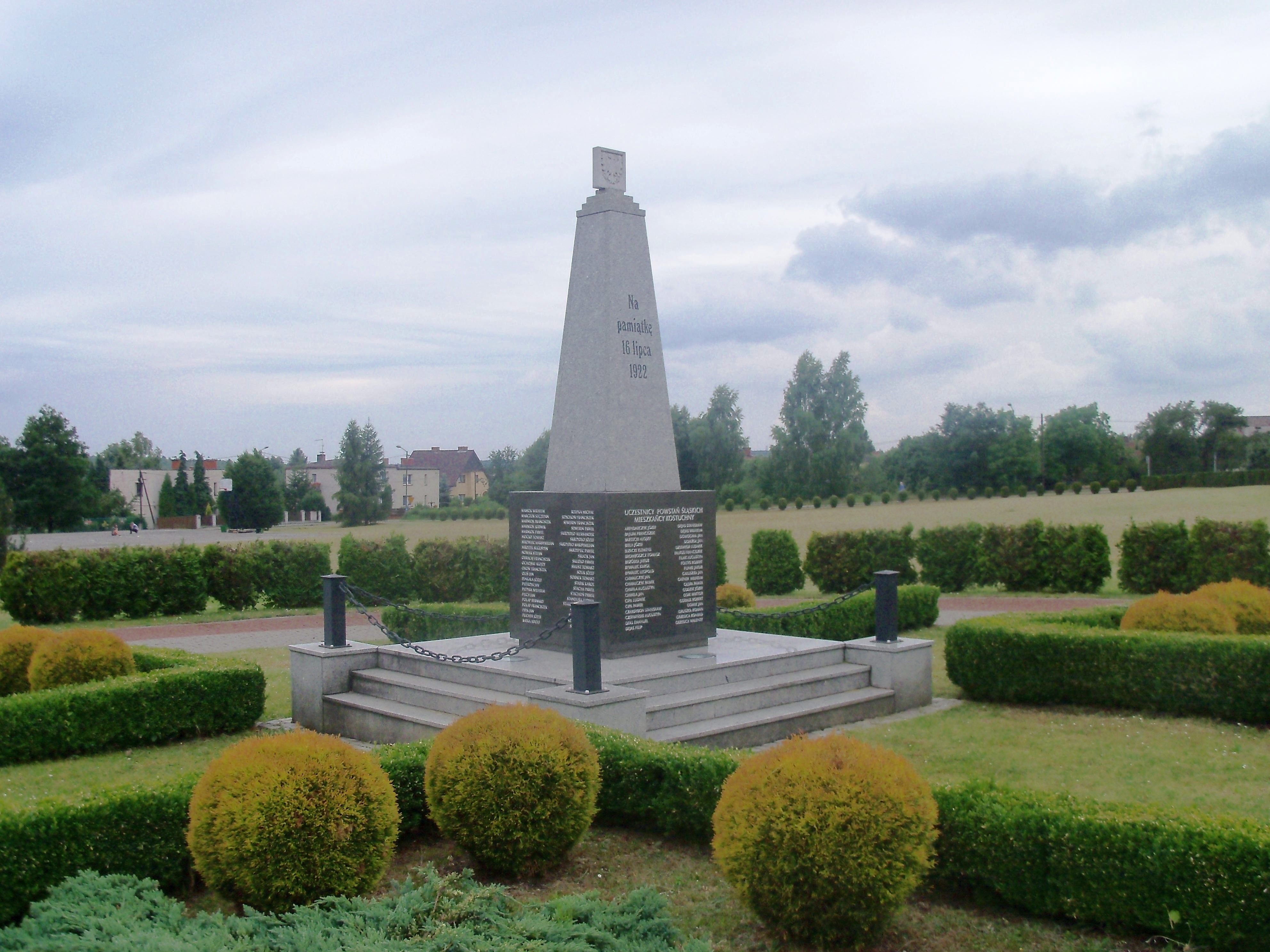
Pomnik Powstańców Śląskich w Kostuchnie
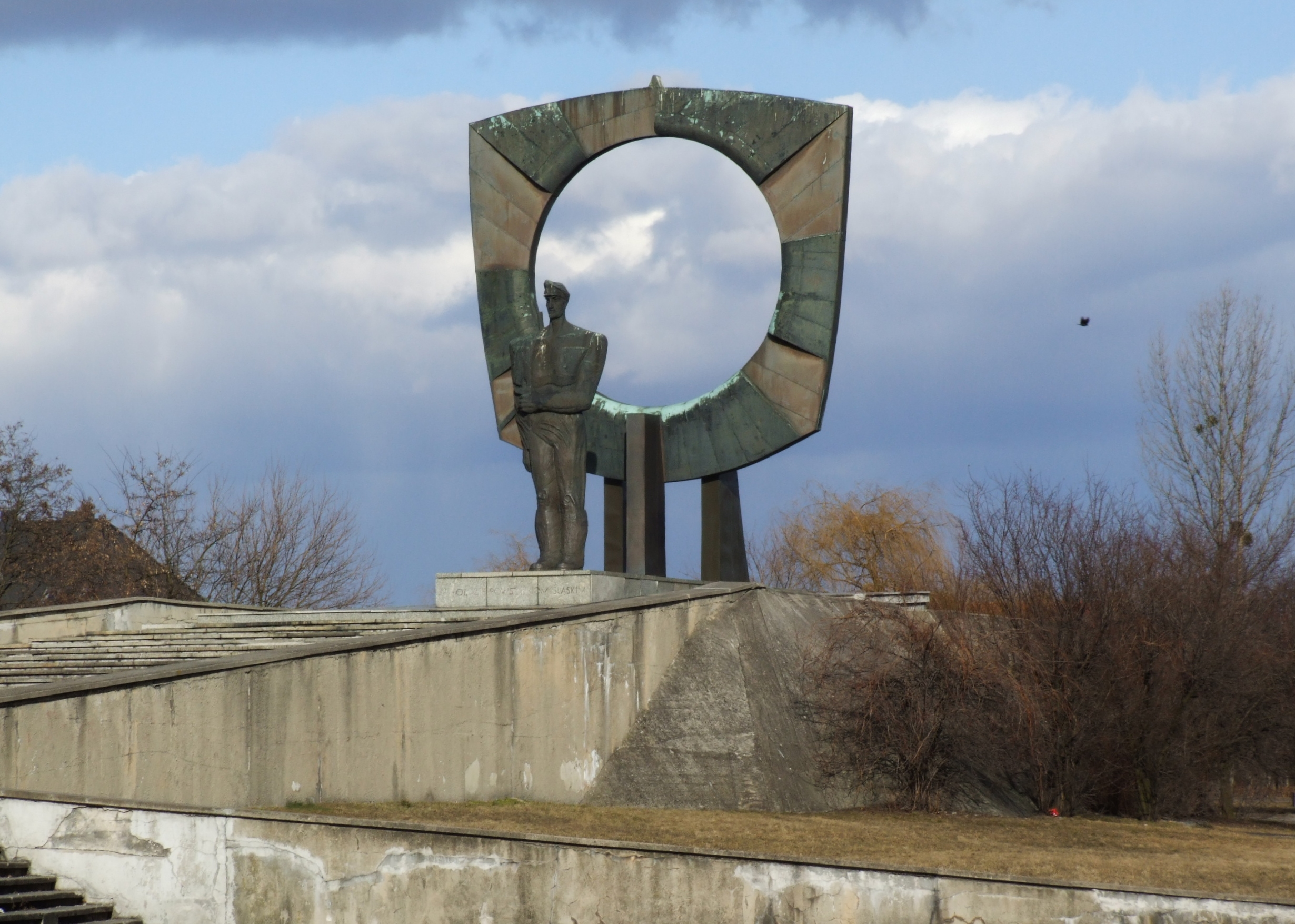
Pomnik Powstańca Śląskiego w Zdzieszowicach
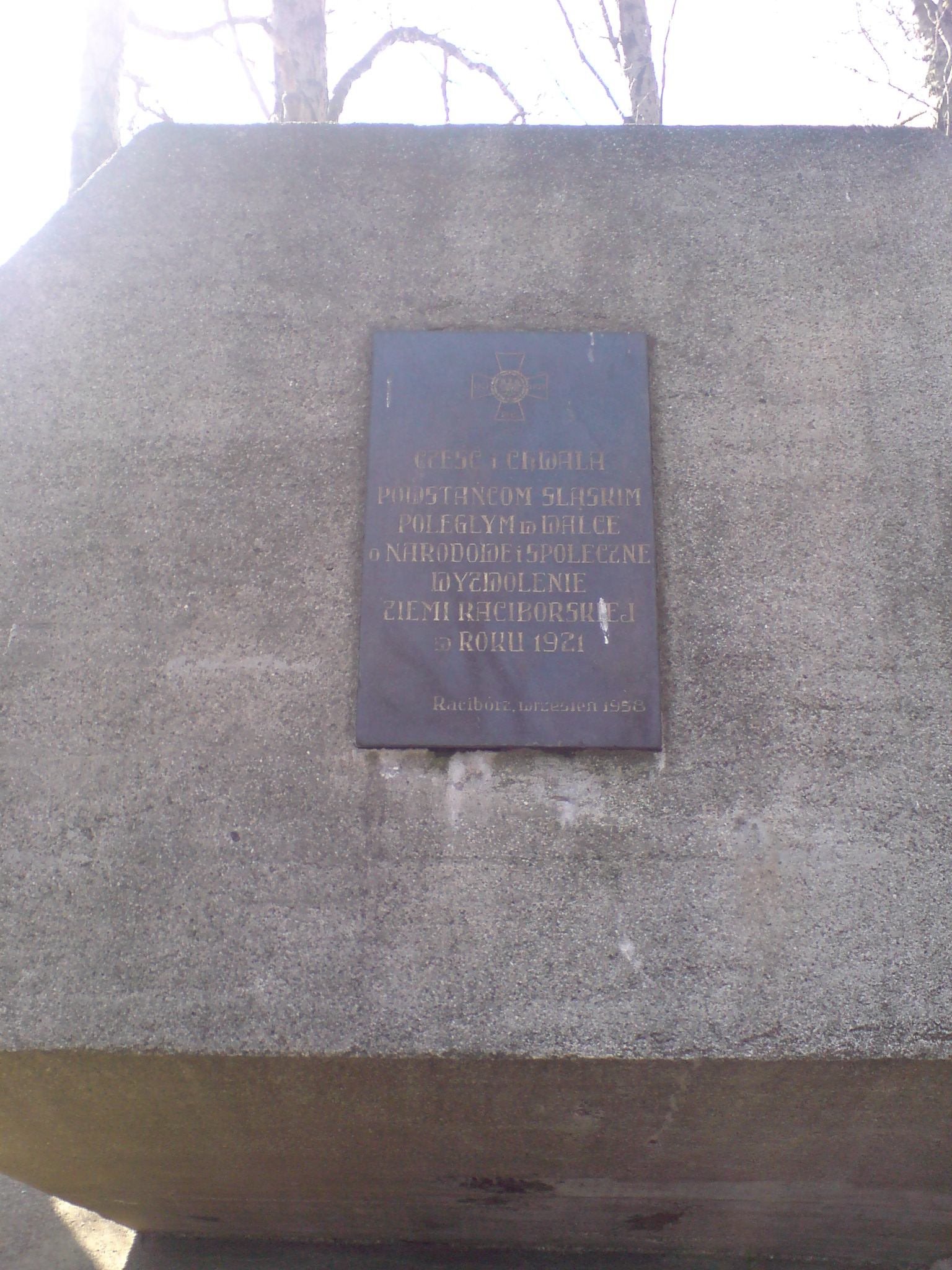
Pomnik Powstańców Śląskich w Raciborzu
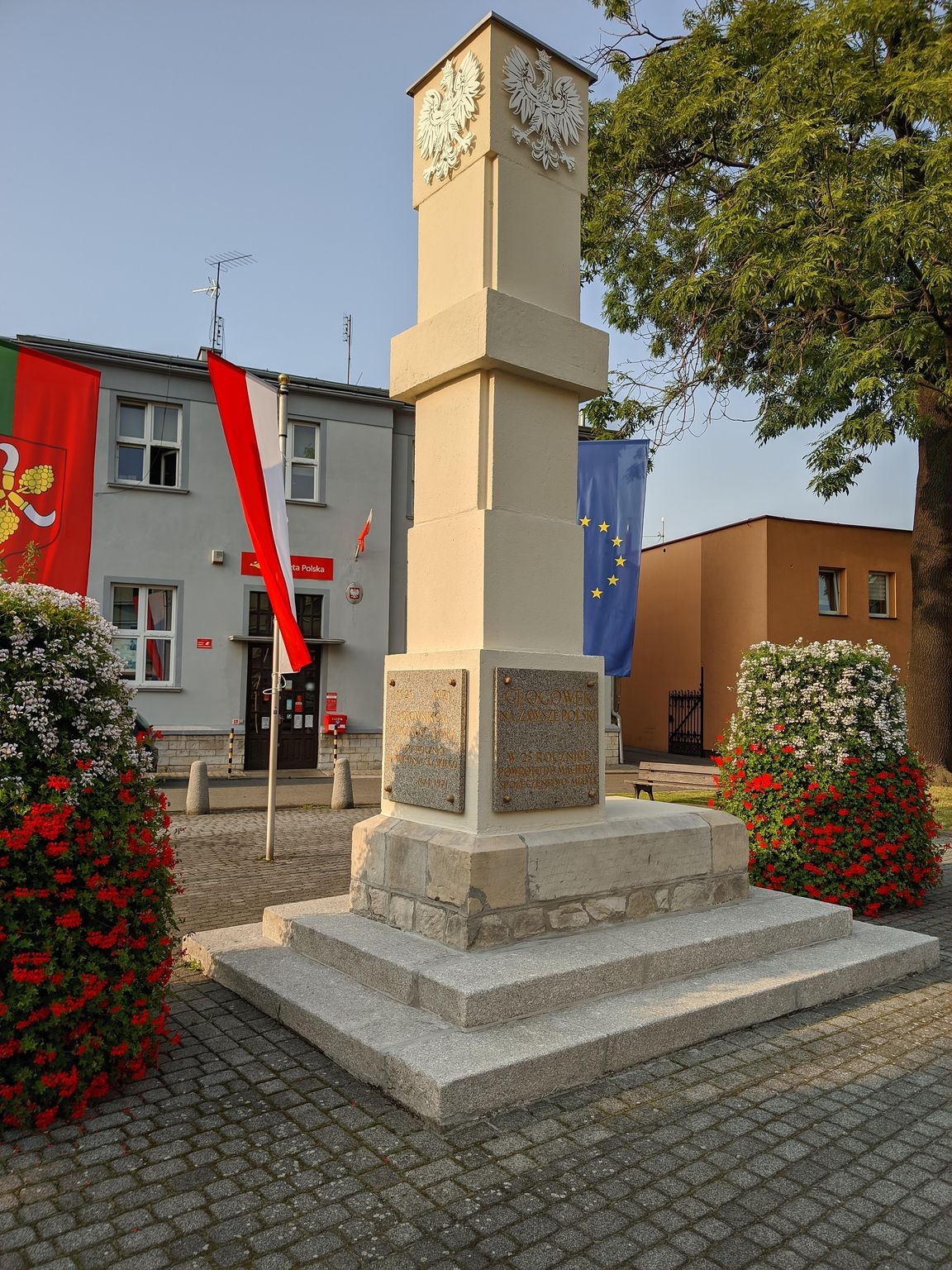
Pomnik Bojownikom o Wolność Śląska w Głogówku

## Ulice
W kilkunastu miejscowościach w Polsce znajdują się ulice Powstańców Śląskich.